# Britse Gebarentaal
De Britse Gebarentaal (in het Engels: British Sign Language, BSL) is de gebarentaal waarmee de leden van de dovengemeenschap in het Verenigd Koninkrijk (Groot-Brittannië) met elkaar communiceren. Er zijn verslagen van gebruik van gebarentaal binnen dovengemeenschappen in Verenigd Koninkrijk die tot 1570 teruggaan.

## Geografische spreiding

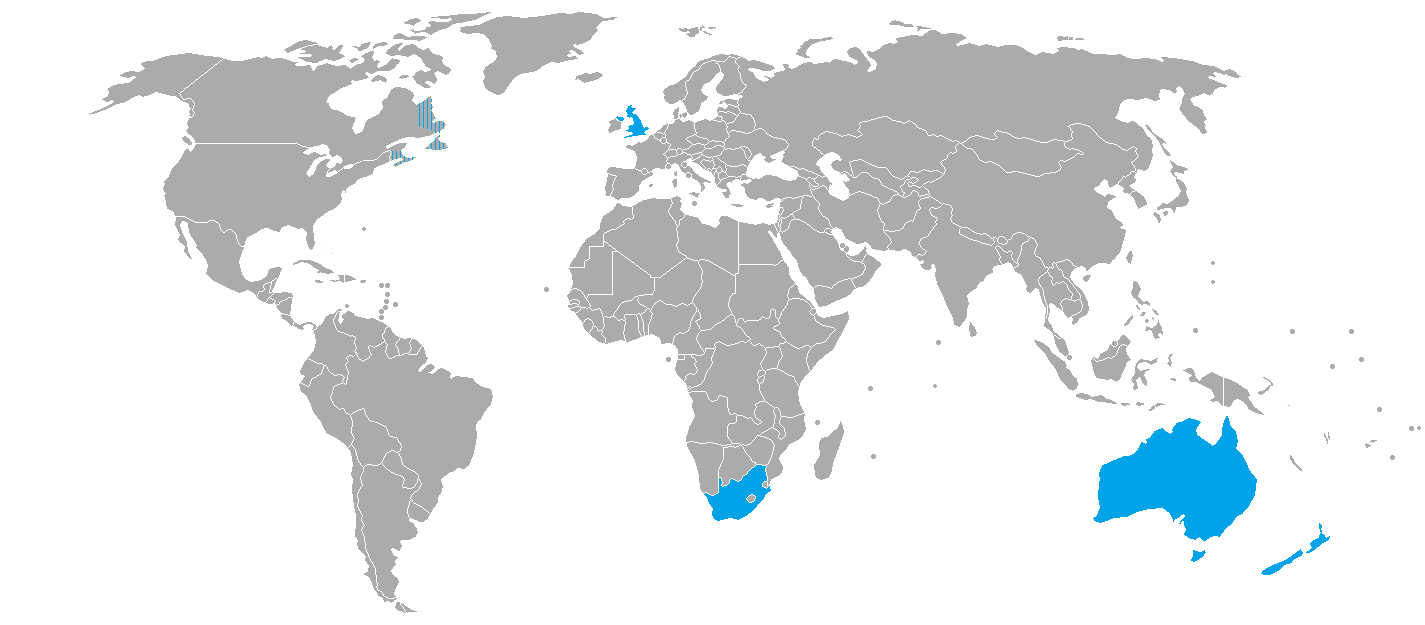
Landen waarin BANZSL gebruikt wordt

De taal wordt hoofdzakelijk gebruikt in Engeland en Wales, met een enigszins afwijkende variant in Schotland. In Noord-Ierland worden BSL, de Ierse Gebarentaal en een lokale variant van beiden gebruikt. De Australische (Auslan) en de Nieuw-Zeelandse Gebarentaal zijn verwant aan de Britse Gebarentaal, zodat de gebruikers van deze talen elkaar kunnen begrijpen, tezamen worden ze wel als BANZSL (Brits, Australian and New Zealand Sign Language) aangeduid.

## Tweehandige handalfabet

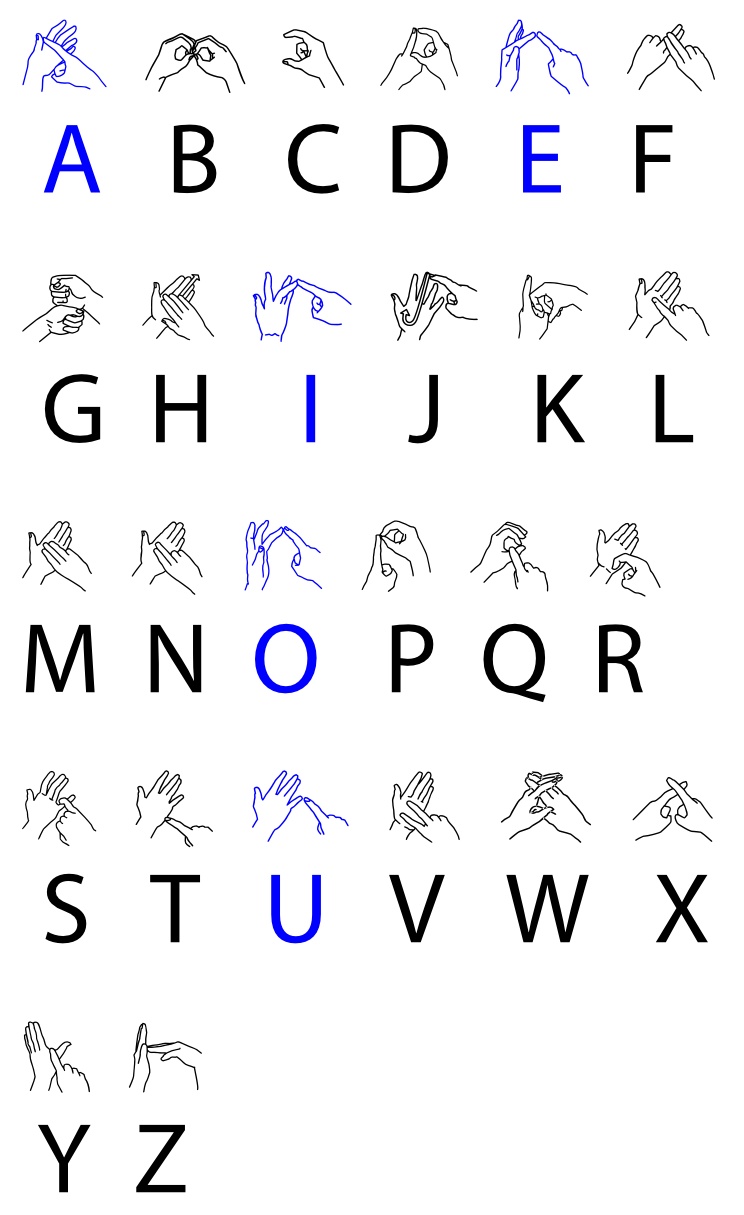
Het tweehandige handalfabet

Gebarentalen binnen de BANZSL-groep gebruiken een afwijkend handalfabet, waarin beide handen gebruikt worden en in de hand gespeld wordt (Two-handed manual alphabet). Deze wijze van spellen wordt in communicatie met en tussen doofblinden gebruikt, ook in niet-Britse landen.